# Time and a Word
Time and a Word is het tweede album van de Britse progressieve-rockband Yes. Dit album is ook het laatste waarop de originele Yes-bezetting te horen is.
Met de ambitieuze beslissing dat er op de meeste van de nummers ook een orkest mee zou spelen, werd de rol van gitarist Peter Banks van kleine betekenis. De spanning tussen de bandleden steeg en in januari 1970, vlak nadat het album was opgenomen, werd Banks gevraagd te vertrekken. Deze deed dat zonder aarzelen. In maart van hetzelfde jaar werd Steve Howe aangetrokken als nieuwe gitarist. Zodoende staat Howe (in de Amerikaanse uitgave van Time and a Word) wel op de groepsfoto van de band, maar heeft hij niet aan het album meegewerkt.
Na de komst van Steve Howe begon de band in de zomer van 1970 nieuw materiaal te schrijven voor het derde album, The Yes Album. Na het verschijnen van dit album zou Yes pas zijn definitieve bekendheid en succes vergaren. Daarmee vormt Time and a Word ook het einde van de beginjaren van de band.

## Tracks
1. "No Opportunity Necessary, No Experience Needed" - 4:48
2. "Then" - 5:46
3. "Everydays" - 6:08
4. "Sweet Dreams" - 3:50
5. "The Prophet" - 6:34
6. "Clear Days" - 2:06
7. "Astral Traveller" - 5:53
8. "Time and a Word" - 4:32

In 2003 verscheen het album op cd in een zogenaamde expanded version. Hierop staan naast bovengenoemde tracks de volgende bonusnummers:
1. "No Opportunity Necessary, No Experience Needed" - 4:42
2. "Sweet dreams" (Original Mix) - 4:19
3. "The Prophet" (Single Version) - 6:33

## Bezetting
- Jon Anderson - zang, percussie
- Chris Squire - basgitaar, zang
- Peter Banks - gitaar, zang
- Tony Kaye - piano, orgel
- Bill Bruford - drums, percussie